# Гуске (потпородица)
Гуске (лат. Anserinae) су потпородица породице пловке (лат. Anatidae) из реда пловуша (лат. Anseriformes). Потпородица укључује велики број врста гуски и лабудова. 

## Систематика
- Потпородица гуске (Anserinae):
  - Племе праве гуске (Anserini)
    - Род пољске гуске (Anser) – сиве гуске
    - Род Chen – беле гуске
    - Род Branta – црне гуске

  - Племе лабудови (Cygnini)
    - Род лабудови (Cygnus) – прави лабудови

  - Несигуран положај
    - Род коскороба лабуд (Coscoroba)

  - Племе Cereopsini[а]
    - Род кејпбаренска гуска ()[б][1]
    - Род новозеландска гуска (Cnemiornis) †

Неколико великих гусколиких врста птица чији су субфосили пронађени на Хавајским острвима не могу са сигурношћу бити сврстане ни у један живући род птица, иако је већина вероватно најсличнија врстама из рода Branta:
- Geochen rhuax (синоним Branta rhuax)[2] – веома велика хавајска гуска
- Џиновска хавајска гуска
- Џиновска оахуанска гуска